# Пальме, Лисбет

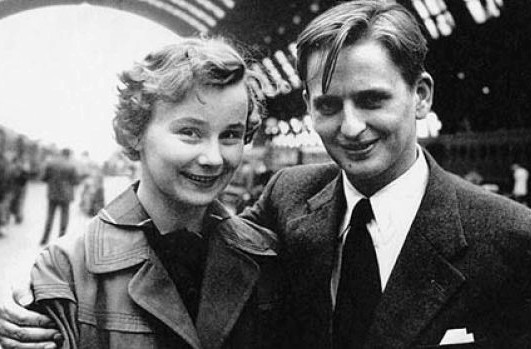
Улоф и Лисбет Пальме в 1956 г.

Лисбет Пальме (швед. Anna Lisbeth Christina Palme, 14 марта 1931 — 18 октября 2018) — шведский детский психолог, председатель шведского комитета ЮНИСЕФ, международный председатель ЮНИСЕФ, вдова премьер-министра Швеции Улофа Пальме.

## Биография
Лисбет Бек-Фрис родилась в Стокгольме в 1931 г. Её родителями были инженер Кристиан Бек-Фрис и Анна-Лиса. У неё была старшая сестра Эббе Бек-Фрис.
Лисбет получила начальное образование в стокгольмской Nya Elementarskolan för flickor (школе Анны Альстрём), после обучения в школе в 1950 г. поступила в Стокгольмский университет, который окончила летом 1955 г. Некоторое время она работала детским психологом, в дальнейшем перешла на работу в Стокгольмский окружной совет, затем — в департамент социальных отношений Стокгольмского округа.
С 1987 по 1999 гг. Лисбет была председателем шведского комитета ЮНИСЕФ и на этой должности боролась против сексуальной эксплуатации детей. В период 1990—1991 гг. она была также международным председателем ЮНИСЕФ. Также она занимала несколько других должностей в международных организациях, в том числе в 1998 г. должность эксперта Комитета ООН по правам детей, входила в состав группы по расследованию геноцида в Руанде в 1994 г.
В 1993 г. Лисбет Пальме была награждена медалью Его Величества Короля (Швеция), а также была офицером Ордена Бернардо О’Хиггинса.
Лисбет Пальме умерла в Стокгольме в 2018 г. в возрасте 87 лет.

## Личная жизнь
Лисбет вышла замуж за Улофа Пальме в 1956 г. В этом браке у них родились трое детей: Йоаким, Мортен и Маттиас. Она была свидетельницей убийства своего мужа и указала на Кристера Петтерссона как на убийцу, но того в итоге оправдали.